# Miss Univers 1980
Miss Univers 1980, 29e édition du concours de Miss Univers a lieu le 8 juillet 1980, au  Sejong Cultural Center, à Séoul, Corée du Sud.
Shawn Weatherly, Miss USA, âgée de 20 ans, remporte le prix.

## Résultats

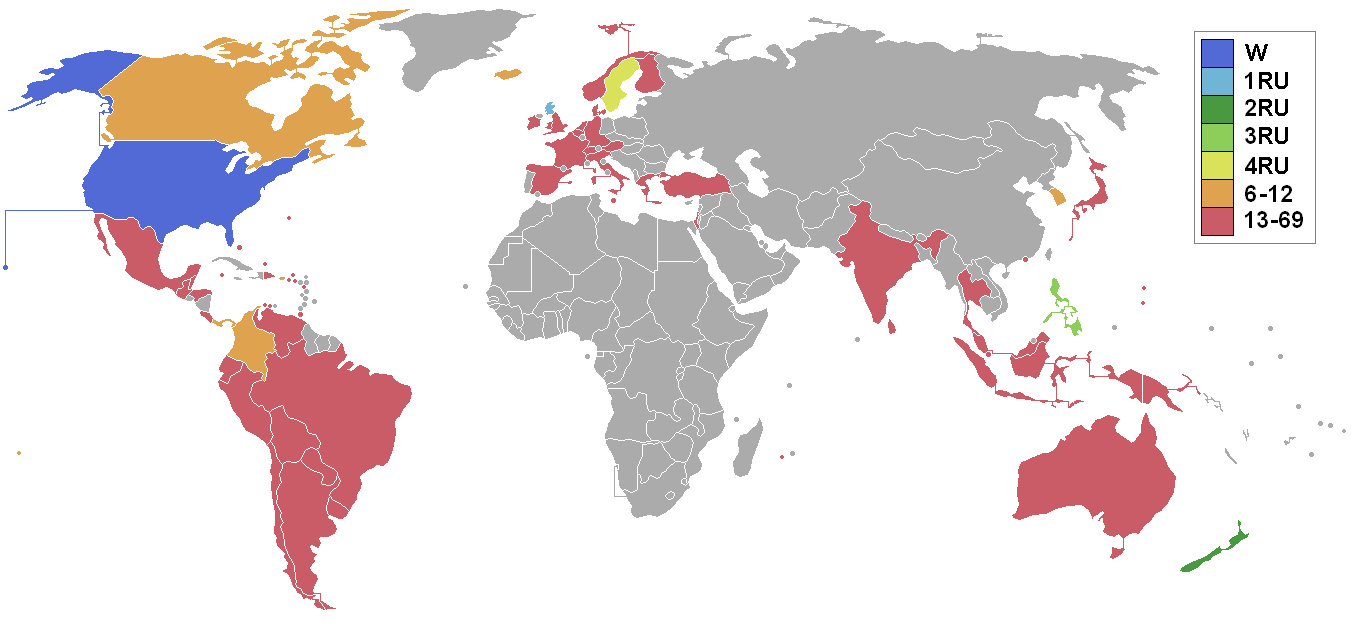
Pays et territoires participants et résultats.

| Classement final  | Candidates |
| ----------------- | --- |
| Miss Univers 1980 | - États-Unis - Shawn Weatherly |
| 1re dauphine      | - Écosse - Linda Gallagher |
| 2e dauphine       | - Nouvelle-Zélande - Diana Delyse Nottle |
| 3e dauphine       | - Philippines - Maria Rosario Silayan † |
| 4e dauphine       | - Suède - Eva Birgitta Andersson |
| Top 12            | - Canada - Teresa Lynn MacKay - Porto Rico - Agnes Tañón Correa - Islande - Guðbjörg Sigurdardóttir - Corée du Sud - Kim Eun-Jung - Colombie - María Patricia Arbeláez - Panama - Gloria Karamañites Davis - Tahiti - Thilda Raina Fuller |

### Scores de la demi-finale
| \| Pays \| Moyenne préliminaire \| Interview \| Maillot de bain \| Robe du soir \| Moyenne de la demi-finale \| \| ---------------- \| -------------------- \| ---------- \| --------------- \| ------------ \| ------------------------- \| \| États-Unis \| 8.480 (1) \| 8.317 (1) \| 8.718 (1) \| 8.883 (1) \| 8.640 (1) \| \| Nouvelle-Zélande \| 7.885 (2) \| 8.283 (2) \| 8.400 (2) \| 8.400 (3) \| 8.361 (2) \| \| Suède \| 7.572 (8) \| 8.208 (3) \| 8.250 (4) \| 8.346 (4) \| 8.268 (3) \| \| Philippines \| 7.662 (5) \| 8.120 (4) \| 8.033 (6) \| 8.433 (2) \| 8.196 (4) \| \| Écosse \| 7.785 (3) \| 8.036 (5) \| 8.273 (3) \| 8.267 (5) \| 8.192 (5) \| \| Canada \| 7.711 (4) \| 7.992 (6) \| 8.200 (5) \| 8.100 (6) \| 8.097 (6) \| \| Porto Rico \| 7.598 (7) \| 7.850 (7) \| 7.892 (8) \| 7.867 (10) \| 7.870 (7) \| \| Islande \| 7.636 (6) \| 7.675 (10) \| 7.942 (7) \| 7.933 (9) \| 7.850 (8) \| \| Corée du Sud \| 7.525 (11) \| 7.658 (11) \| 7.750 (10) \| 7.967 (8) \| 7.792 (9) \| \| Colombie \| 7.531 (10) \| 7.789 (8) \| 7.729 (12) \| 7.842 (11) \| 7.787 (10) \| \| Panama \| 7.514 (12) \| 7.713 (9) \| 7.742 (11) \| 7.825 (12) \| 7.760 (11) \| \| Tahiti \| 7.566 (9) \| 6.957 (12) \| 7.858 (9) \| 8.067 (7) \| 7.627 (12) \| | Gagnante 1re Dauphine 2e Dauphine 3e Dauphine 4e Dauphine Top 12 |            |                 |              |                           |
| Pays | Moyenne préliminaire                                             | Interview  | Maillot de bain | Robe du soir | Moyenne de la demi-finale |
| États-Unis | 8.480 (1)                                                        | 8.317 (1)  | 8.718 (1)       | 8.883 (1)    | 8.640 (1)                 |
| Nouvelle-Zélande | 7.885 (2)                                                        | 8.283 (2)  | 8.400 (2)       | 8.400 (3)    | 8.361 (2)                 |
| Suède | 7.572 (8)                                                        | 8.208 (3)  | 8.250 (4)       | 8.346 (4)    | 8.268 (3)                 |
| Philippines | 7.662 (5)                                                        | 8.120 (4)  | 8.033 (6)       | 8.433 (2)    | 8.196 (4)                 |
| Écosse | 7.785 (3)                                                        | 8.036 (5)  | 8.273 (3)       | 8.267 (5)    | 8.192 (5)                 |
| Canada | 7.711 (4)                                                        | 7.992 (6)  | 8.200 (5)       | 8.100 (6)    | 8.097 (6)                 |
| Porto Rico | 7.598 (7)                                                        | 7.850 (7)  | 7.892 (8)       | 7.867 (10)   | 7.870 (7)                 |
| Islande | 7.636 (6)                                                        | 7.675 (10) | 7.942 (7)       | 7.933 (9)    | 7.850 (8)                 |
| Corée du Sud | 7.525 (11)                                                       | 7.658 (11) | 7.750 (10)      | 7.967 (8)    | 7.792 (9)                 |
| Colombie | 7.531 (10)                                                       | 7.789 (8)  | 7.729 (12)      | 7.842 (11)   | 7.787 (10)                |
| Panama | 7.514 (12)                                                       | 7.713 (9)  | 7.742 (11)      | 7.825 (12)   | 7.760 (11)                |
| Tahiti | 7.566 (9)                                                        | 6.957 (12) | 7.858 (9)       | 8.067 (7)    | 7.627 (12)                |

## Prix spéciaux
| Prix                      | Candidates                                                                           |
| ------------------------- | ------------------------------------------------------------------------------------ |
| Meilleur Costume National | - Inde - Sangeeta Motilal Bijlani - France - Brigitte Choquet - Japon - Hisae Hiyama |
| Miss Sympathie            | - Îles Caïmans - Dealia Devon Walter                                                 |
| Miss Photogénique         | - Nouvelle-Zélande - Diana Delyse Nottle                                             |

## Ordre d'annonce des finalistes

### Top 12
1. Écosse
2. Suède
3. Porto Rico
4. Nouvelle-Zélande
5. Panama
6. Corée du Sud
7. Canada
8. Tahiti
9. Colombie
10. États-Unis
11. Philippines
12. Islande

### Top 5
1. Suède
2. États-Unis
3. Philippines
4. Écosse
5. Nouvelle-Zélande

## Candidates
- Argentine – Silvia Piedrabuena
- Aruba – Magaly Maduro
- Australie – Katrina Redina
- Autriche – Isabel Muller
- Bahamas – Darlene Davies
- Belgique – Brigitte Billen
- Belize – Ellen Marie Clarke
- Bermudes – Jill Murphy
- Bolivie – Carmen Sonia Pereira Parada
- Brésil – Eveline Schroeter
- Îles Vierges britanniques – Barbara Stevens
- Canada – Teresa Lynn McKay
- Îles Caïmans – Dealia Devon Walter
- Chili – María Gabriela Campusano Puelma
- Colombie – Maria Patricia Arbeláez
- Costa Rica – Barbara Herrero
- Curaçao – Hassana Hamoud
- Danemark – Jane Bill
- République dominicaine – Milagros Germán
- Équateur – Verónica Rivas
- Angleterre – Julie Duckworth
- Finlande – Sirpa Viljamaa
- France – Brigitte Choquet
- Allemagne – Kathrin Glotzl
- Grèce – Roula Kanellapoulou
- Guadeloupe – Lydie de Gage
- Guam – Dina Aportadera
- Guatemala – Lizabeth Iveth Martínez Noack
- Pays-Bas – Karin Gooyer
- Honduras – Etelvina Raudales Velásquez
- Hong Kong – Wanda Tai
- Islande – Guðbjörg Sigurdardóttir
- Inde – Sangeeta Motilal Bijlani
- Indonésie – Andi Rivayate
- Irlande – Maura McMenamim
- Israël – Ilana Shoshan
- Italie – Loredana Del Santo
- Japon – Hisae Hiyama
- Corée du Sud – Kim Eun-Jung
- Malaisie – Felicia Yong
- Malte – Isabelle Zammit
- Mexique – Ana Patricia Nuñez Romero
- Nouvelle-Zélande – Diana Delyse Nottle
- Îles Mariannes du Nord – Angelina Camacho Chong
- Norvège – Maiken Nielsen
- Panama – Gloria Karamañites
- Papouasie-Nouvelle-Guinée – Mispah Alwyn
- Paraguay – Martha Galli
- Pérou – Marialice Ramos
- Philippines – Maria Rosario Silayan †
- Porto Rico – Agnes Tañón Correa
- La Réunion – Marie Josephe Hoareau
- St. Maarten – Lucie Marie Davic
- Écosse – Linda Gallagher
- Singapour – Ann Chua Ai Choo
- Espagne – Yolanda Hoyos
- Sri Lanka – Hyacinth Kurukulasuriya
- Suède – Eva Birgitta Andersson
- Suisse – Margrit Kilchoer
- Tahiti – Thilda Raina Fuller
- Thaïlande – Artitaya Promkul
- Trinidad & Tobago – Althea Rocke
- Turquie – Heyecan Gokoglou
- Turks and Caicos – Constance Lightbourne
- Uruguay – Beatriz Antuñez
- États-Unis – Shawn Weatherly
- Îles Vierges américaines – Deborah Velisa Mardenborough
- Venezuela – Maye Brandt †
- Pays de Galles – Kim Ashfield

### Scores du défilé en maillots de bain
- 8.359 États-Unis
- 7.750 Nouvelle-Zélande
- 7.745 Scotland
- 7.614 Canada
- 7.608 Islande
- 7.602 Argentine
- 7.572 Brésil
- 7.554 Irlande
- 7.554 Tahiti
- 7.545 Allemagne
- 7.473 Hollande
- 7.468 Angleterre
- 7.468 Guatemala
- 7.455 Venezuela
- 7.453 Panama
- 7.445 Porto Rico
- 7.443 Norvège
- 7.425 Colombie
- 7.425 Pays de Galles
- 7.408 Philippines
- 7.354 Danemark
- 7.322 Thaïlande
- 7.314 Inde
- 7.253 Suède
- 7.177 Corée
- 7.149 République dominicaine
- 7.127 Grèce
- 7.089 Bermudes
- 7.068 Uruguay
- 7.066 Trinité-et-Tobago
- 7.036 Espagne
- 7.018 Japon
- 7.003 Pérou
- 6.998 Autriche
- 6.924 Costa Rica
- 6.921 Hong Kong
- 6.918 Suisse
- 6.909 Australie
- 6.902 Équateur
- 6.877 Mexique
- 6.872 Israël
- 6.866 Bolivie
- 6.865 Guadeloupe
- 6.838 Singapour
- 6.818 Réunion
- 6.817 Belgique
- 6.759 Îles Vierges des États-Unis
- 6.757 Paraguay
- 6.750 Honduras
- 6.749 Sri Lanka
- 6.743 France
- 6.740 Turquie
- 6.736 Chili
- 6.686 Italie
- 6.684 Malte
- 6.659 Îles Caïmans
- 6.656 Aruba
- 6.638 Finlande
- 6.618 Curaçao
- 6.591 Îles Turques-et-Caïques
- 6.584 Bahamas
- 6.582 Îles Mariannes du Nord
- 6.567 Malaisie
- 6.557 Guam
- 6.544 Belize
- 6.538 St. Martin
- 6.466 Papouasie-Nouvelle-Guinée
- 6.401 Îles Vierges britanniques
- ?     Indonésie

## Juges
- Luis Maria Anton
- Max Bostock
- Ron Duguay
- Eileen Ford
- Margaret Gardiner
- Kiyoshi Hara
- Jung Il-Yung
- Dong Kingman
- George Maharis
- Oh Che Qum
- Richard Roundtree
- Abigail Van Buren